# Einsatzhärten
Einsatzhärten ist ein Verfahren zur Oberflächenhärtung (Randschichthärtung), bestehend aus dem Aufkohlen, Härten und Anlassen eines Werkstücks aus Stahl.
Ziel des Einsatzhärtens ist ein weicher und zäher Kern bei gleichzeitig harter Oberfläche des Werkstoffs. Die Randschicht des Werkstücks wird in einem geeigneten Aufkohlungsmedium mit Kohlenstoff angereichert. Durch die Diffusion des Kohlenstoffs von der angereicherten Randschicht in den Kern stellt sich ein Kohlenstoffprofil ein, das typischerweise einen mit zunehmendem Randabstand zum Kern hin abnehmenden Verlauf des Kohlenstoffgehaltes aufweist. Im Anschluss an die Aufkohlung wird das Härten und Anlassen durchgeführt. Hierdurch wird die Randhärte und Einsatzhärtungstiefe eingestellt.

## Aufkohlung
Die Aufkohlung erfolgt im austenitischen Zustand des Stahls, das heißt bei Temperaturen, die über dem Umwandlungspunkt Ac3 liegen, in der Regel zwischen 880 und 950 °C. Werden Temperaturen von mehr als 950 °C angewendet, wird vom Hochtemperaturaufkohlen gesprochen. Die zurzeit technisch realisierte maximale Temperatur für einen Aufkohlungsprozess mit anschließender Direkthärtung liegt bei 1050 °C. Bei der Aufkohlung wird Kohlenstoff aus einem Kohlenstoff-abgebenden Medium über die Werkstückoberfläche in das Bauteil übertragen. Die Diffusion des Kohlenstoffs erfolgt von der angereicherten Oberfläche in Richtung Kern. Der Kern behält bei der Aufkohlung in der Regel seinen Basiskohlenstoffgehalt, der dem Kohlenstoffgehalt der eingesetzten Legierung entspricht. Bei der Aufkohlung wird ein Randkohlenstoffverlauf mit charakteristischem Randkohlenstoffgehalt und bestimmter Aufkohlungstiefe eingestellt. Typische Randkohlenstoffgehalte sind von 0,5 bis 0,85 Masse-% Kohlenstoffgehalt. Je nach Einsatzgebiet der Bauteile werden jedoch auch geringere oder höhere Randkohlenstoffgehalte angestrebt. Gängige Aufkohlungstiefen liegen zwischen 0,1 und 4,0 mm.
Typische Verfahren, die zur Aufkohlung angewendet werden, sind:
- Aufkohlung in Salzschmelzen
- Aufkohlung in Kohlungspulver / -granulat
- Aufkohlung in Gasatmosphären
- Aufkohlung im Unterdruck mit oder ohne Plasmaunterstützung

Anwendungsbezogen kann es erforderlich sein, nur Teilbereiche eines Werkstücks aufzukohlen (Partielles Aufkohlen). Beim Salzbadaufkohlen wird dies dadurch erreicht, dass nur die aufzukohlenden Werkstückbereiche in das Salzbad eingetaucht werden. Dabei ist zu beachten, dass dies keine exakte konturentreue Diffusion / Härtung ergeben kann, weil die Diffusion im Randbereich des nicht eingetauchten Werkstückes gering fortschreitet. Beim Gasaufkohlen und Unterdruckaufkohlen, den derzeit gebräuchlichsten Verfahren, ist durch Aufbringen von Härteschutzpasten eine randscharfe Isolierung möglich: Das Eindiffundieren von Kohlenstoff wird verhindert, so dass nach dem Härten in den isolierten Bereichen noch mechanisch bearbeitet, kalt umgeformt oder geschweißt werden kann. Auch in Gewindebereichen ist oft eine Aufkohlung unerwünscht, weil sie zu einer Versprödung der Gewindespitzen führen würde.
Verwandte Verfahren sind das Carbonitrieren, bei dem neben Kohlenstoff auch Stickstoff in die Randschicht eingebracht wird, und das Nitrieren, bei dem ausschließlich der Stickstoffgehalt erhöht wird.

## Härten/Abschrecken
Im Anschluss an die Aufkohlung erfolgt die Härtung/Abschrecken des Bauteils, also die schnelle Abkühlung des erhitzten Werkstücks durch den Einsatz von Abschreckungsmitteln. Beim Abschrecken, entsprechend dem Kohlenstoffverlauf in der Randschicht, ergibt sich ein Härtetiefenverlauf mit den charakteristischen Merkmalen: Randhärte und Einsatzhärtungstiefe. Die Randhärte eines einsatzgehärteten Stahls wird maßgeblich vom Randkohlenstoffgehalt bestimmt. Die Einsatzhärtungstiefe wird durch bei der Aufkohlung eingestellte Aufkohlungstiefe, die Härtbarkeit des verwendeten Stahls und die Abschreckintensität des verwendeten Abschreckmediums beeinflusst.
Typische Medien bzw. Verfahren, die zum Härten/Abschrecken angewendet werden, sind:
- Abschrecken in flüssigen Abschreckmedien:
  - Wasser
  - Härteöl
  - Polymer
  - Salzschmelze
  - Metallschmelze
- Abschrecken in gasförmigen Abschreckmedien:
  - Stickstoff
  - Helium
  - Gasdüsenfeld

## Anlassen
Im Anschluss an das Härten werden die Bauteile möglichst zeitnah angelassen, um dem zunächst extrem harten Martensit der aufgekohlten Randschicht wieder mehr Duktilität zu geben.
Das Härten und Anlassen verleiht dem Bauteil eine hohe Oberflächenhärte und Festigkeit. Der Kern hingegen bleibt in einem zäh vergüteten Zustand.
Alternativmethode zum Einsatzhärten ist das Elektronen-, Laserstrahlhärten oder Induktivhärten.

## Ausführung
Die so erreichte Härtung wird mittels eines Härteverlaufs senkrecht zur Oberfläche am Querschnitt überprüft. Dazu wird meist das Verfahren nach Vickers angewandt. In der Konstruktionszeichnung wird als Sollvorgabe die Einsatzhärtetiefe in der Form CHDxxx a,a - b,b mit xxx als Härtewert nach Vickers, a,a als Mindestwert und b,b als Maximalwert angegeben.
Beispiel: CHD550 1,0 – 1,5 bedeutet, dass die Härte vom Rand ausgehend zwischen 1,0 und 1,5 mm Tiefe unter den Wert 550 HV fallen muss.
Von Vickers abweichende Härteprüfverfahren (z. B. Knoop) werden an den Zahlenwert der Grenzhärte als weitere Bezeichnung angehängt.

## Geeignete Werkstoffe
Einsatzstähle bzw. Edelbaustähle mit verhältnismäßig niedrigem Kohlenstoffgehalt, unlegiert oder niedrig legiert.
Geeignete Werkstoffe sind Stähle mit einem Basiskohlenstoffgehalt von weniger als 0,25 Masse % Kohlenstoff.
Sehr häufig verwendete Werkstoffe sind z. B. 1.6587/18CrNiMo7-6 ; 1.0301/C10 ; 1.7131/16MnCr5 ; 1.7147/20MnCr5.

## Ziel des Verfahrens
Verbesserung der mechanischen Eigenschaften, insbesondere:
- Steigerung des Verschleißwiderstandes durch erhöhte Randschichthärte
- Erhöhung der Belastbarkeit
- Verbesserung der Biegewechselfestigkeit und Überlasttoleranz durch zähen Kern
- Erhöhung der Dauerfestigkeit (Die Martensitbildung beim Härten führt zu einer Volumenzunahme. Diese ist in den kohlenstoffreichen Randschichten höher als im kohlenstoffarmen Kern, weshalb sich an der Oberfläche Druckeigenspannungen aufbauen. Diese wirken den Zugspannungen bei Biege- oder Torsionsbelastung entgegen, weshalb ein Anriss erst bei höheren Spannungen auftritt.)

Einsatzhärten ist das bevorzugte Verfahren für Antriebsteile und Zahnräder.